# Milliy Fırqa
Il Milly Fırqa è un'organizzazione non governativa dei tatari di Crimea. Il suo nome è preso dal precedente partito Milliy Firqa, che fu bandito dalle autorità sovietiche nel 1921. L'attuale leader è Vasvi Abduraimov.
Nel 2010 Abduraimov chiese che i Tatari non sostenessero alcun candidato per le elezioni presidenziali in Ucraina del 2010.
Nonostante il sostegno marginale, Abduraimov e il Milliy Fırqa hanno avuto un partner privilegiato per il governo dell'Ucraina sotto Yanukovich, così come per le autorità locali della Crimea sotto Mogilev. Prima del 18 maggio 2013 giorno del ricordo delle vittime tatare di Crimea della deportazione, il consiglio comunale di Simferopoli annunciò inizialmente che avrebbe bandito l'evento. In seguito, le autorità della Crimea accettarono la proposta del Milliy Fırqa, che sarebbe stato responsabile dell'evento. Di fronte alle proteste delle organizzazioni dei Tatari di Crimea dagli Stati Uniti, dalla Turchia e dall'Europa, il Milliy Fırqa si ritirò dall'organizzazione della manifestazione.